# Ordine degli ingegneri
Nell'ordinamento giuridico italiano, l'Ordine degli ingegneri è l'ordine professionale che riunisce tutti gli esercitanti la professione di ingegnere. Esiste un Ordine degli ingegneri per ogni provincia, ad eccezione per la Sardegna in cui, a fronte di 8 province regionali, sono presenti 4 Ordini degli ingegneri: Cagliari, Nuoro, Oristano, Sassari.
La legge numero 1395 del 1923 affida agli Ordini provinciali la tutela del titolo e dell'esercizio della professione che si attua mediante la tenuta dell'Albo;la legge n. 897 del 1938 fissa inoltre l'obbligatorietà di iscriversi all'Albo per ogni professionista che voglia esercitare la professione di ingegnere.

## Struttura dell'albo
Il D.P.R. 5 giugno 2001, n. 328 ha modificato la struttura dell'Albo degli Ingegneri dividendolo in due sezioni e tre settori a seconda della formazione accademica e degli esami di Stato sostenuti dall'iscritto. In particolare sono previste due sezioni: una sezione "A", comprendente gli ingegneri che hanno conseguito la laurea specialistica o magistrale (o equipollente) in Ingegneria ed hanno superato l'esame di Stato;
una sezione "B" comprendente gli ingegneri che hanno conseguito la laurea in Ingegneria ed hanno superato l'esame di Stato.
L'albo è diviso nei seguenti settori:
- settore A: civile e ambientale;
- settore B: industriale;
- settore C: dell'informazione.

Se in possesso dei requisiti, l'ingegnere può iscriversi a più settori, anche a tutti, tuttavia con la Sentenza n. 1473 del 2009, il Consiglio di Stato - Quarta Sezione, Punto 4.2.1 della sezione Diritto della Sentenza, ha ribadito che l'elencazione, compiuta all'art. 46 del DPR 328/2001, delle attività attribuite agli iscritti ai diversi settori delle sezioni "A" e "B" dell'albo dell'Ordine degli ingegneri, ha il solo scopo di procedere ad una siffatta ripartizione, individuando quelle maggiormente caratterizzanti la professione, restando immutato il quadro complessivo delle attività esercitabili nell'ambito della professione stessa come già normativamente definito. Questa decisione è stata poi confermata in una successiva Sentenza del Consiglio di Stato - Quarta Sezione, la n. 686 del 2012, Punto 3.1. Pertanto non esistono attività di natura riservata a uno o più settori e le attività professionali che il dottore ingegnere può svolgere dipendono dalla sezione ma non dal settore (o dai settori) a cui è iscritto.
Tuttavia, la novità derivante dal Quadro Nazionale delle Qualifiche 2018, QNQ, allegato 1 tabella A livello 6 è che, per i laureati iscritti alla sezione B dell'albo degli ingegneri, decadono le restrizioni previste dal DPR 328/2001 che disponeva che questi ultimi potessero occuparsi della progettazione autonoma ma solo ed esclusivamente in relazione ad opere semplici con metodo standardizzato, autorizzando ad effettuare la progettazione in autonomia di opere complesse e con metodo innovativo.
Il laureato in ingegneria che vuole iscriversi all'albo, deve superare il relativo esame di stato per l'abilitazione alla professione. La laurea che il candidato deve possedere per essere ammesso all'esame di stato dipende dal settore a cui il laureato vuole iscriversi. Ad esempio, un laureato in ingegneria civile (classe 28/S), può essere ammesso all'esame di stato per la sezione A dell'albo nel settore civile e ambientale (art. 47 del DPR 328/2001).
Le disposizioni transitorie (art. 49 del DPR 328/2001) permettono, a chi ha conseguito l'esame di stato prima dell'entrata in vigore del DPR, di optare per l'iscrizione a uno o più settori.
A seguito della riforma del 3+2, l'albo è stato suddiviso in una sezione per i laureati ed in una per i possessori di laurea magistrale, equiparati ai laureati col titolo quinquennale del Vecchio Ordinamento. I nominativi già iscritti sono stati assegnati alla seconda sezione dell'Albo Nazionale.

Contestualmente, sono stati diversificati anche gli esami di abilitazione alle due sezioni, che possono essere svolti negli atenei di provenienza dei candidati (DPR 328/2001).

## Il Consiglio nazionale degli ingegneri
Il Consiglio nazionale degli ingegneri (CNI), disciplinato dal DPR 169/2005, è l'organismo che rappresenta istituzionalmente sul piano nazionale gli interessi rilevanti della categoria professionale degli ingegneri.
Fu inizialmente costituito sotto il nome di "Commissione centrale" dal regio decreto n. 2537 del 1925. Durante il fascismo gli ordini furono sostituiti dai sindacati, per cui la Commissione centrale cessò la sua attività, ma fu successivamente ricostituita con il DLL n. 382 del 1944. Il fascismo aveva abolito tutti gli ordini professionali, ricostituiti con Legge a partire dal 1946 (fonte : Ordini Professionali Italiani) 
Il Consiglio nazionale degli ingegneri ha sede a Roma ed è un ente di diritto pubblico sotto la vigilanza del Ministero della Giustizia.
Al CNI appartengono quindici consiglieri, che vengono eletti dai membri appartenenti a tutti i consigli provinciali dell'Ordine degli ingegneri.
La durata del mandato del CNI è di 5 anni.

### Presidenti del CNI
Nella tabella seguente sono riportate le presidenze del CNI che si sono succedute dal 2005:
| Presidente              | Periodo della carica                | Ordine di appartenenza | Note | Fonte         |
| ----------------------- | ----------------------------------- | ---------------------- | --- | ------------- |
| Ferdinando Luminoso     | 6 aprile 2005 -18 agosto 2006       | Caserta                | Le votazioni sono state dichiarate illegittime in quanto sarebbero dovute avvenire dopo il 31 gennaio 2006                  | [ 11 ]        |
| Sergio Polese           | 14 settembre 2006 -30 gennaio 2007  | Latina                 | | [ 11 ]        |
| Ferdinando Luminoso     | 30 gennaio 2007 -4 aprile 2007      | Caserta                | Tornato in carica dopo l'accoglienza della richiesta di sospensiva della sentenza del Tar                                   | [ 11 ]        |
| Sergio Polese           | 4 aprile 2007 -16 aprile 2007       | Latina                 | Tornato in carica dopo avere presentato ricorso al Tribunale ordinario contro il Consiglio di Stato per vizio di competenza | [ 11 ]        |
| Paolo Stefanelli        | 16 aprile 2007 -25 settembre 2009   | Lecce                  | | [ 11 ] [ 12 ] |
| Gianni Rolando          | 25 settembre 2009 -24 novembre 2011 | Imperia                | Nominato in seguito alle dimissioni volontarie di Paolo Stefanelli                                                          | [ 11 ] [ 13 ] |
| Armando Zambrano        | 24 novembre 2011 - 6 dicembre 2022  | Salerno                | | [ 11 ] [ 14 ] |
| Angelo Domenico Perrini | 7 dicembre 2022 - in carica         | Alberobello            | | [ 15 ]        |

### Riferimenti normativi
- Legge 24 giugno 1923, n. 1395, in materia di "Tutela del titolo e dell'esercizio professionale degli ingegneri e degli architetti."
- Regio decreto 23 ottobre 1925, n. 2537, in materia di "Approvazione del regolamento per le professioni d'ingegnere e di architetto."
- Decreto legislativo luogotenenziale 23 novembre 1944, n. 382, in materia di "Norme sui Consigli degli ordini e collegi e sulle Commissioni centrali professionali."
- Decreto del presidente della Repubblica 8 luglio 2005, n. 169, in materia di "Regolamento per il riordino del sistema elettorale e della composizione degli organi di ordini professionali."